# Chili op de Olympische Zomerspelen 2016
Chili nam deel aan de Olympische Zomerspelen 2016 in Rio de Janeiro, Brazilië. Het was de 23e deelname van het land. Vlaggendraagster bij de openingsceremonie was atlete Érika Olivera; triatlete Bárbara Riveros deed dit bij de sluiting.
Er namen 42 sporters (25 mannen en 17 vrouwen) deel in zestien olympische sportdisciplines. Atlete Érika Olivera was de eerste Chileense olympiër die voor de vijfde keer aan de Zomerspelen deelnam, zeiler Matias del Solar en zwemster Kristel Köbrich namen voor de vierde keer deel. Twee vrouwen namen voor de derde keer deel en vier mannen en zes vrouwen namen voor de tweede maal deel. In de atletiek werd voor de 23e keer deelgenomen, in de schietsport voor de negentiende keer, in het wielrennen voor de zestiende keer, in de paardensport en het roeien voor de tiende keer, in het zeilen en zwemmen voor de negende keer, in het tennis voor de zevende maal, in het judo voor de zesde maal, in het gewichtheffen en triatlon voor de vierde maal, in het boogschieten en taekwondo voor de derde maal en in de gymnastiek voor de tweede maal. Voor het eerst werd deelgenomen in golf en volleybal, wat het aantal sportdisciplines waarin Chili op de Zomerspelen uitkwam op 26 bracht.
Aan de dertien behaalde medailles tot 2016 werden gedurende de Spelen van Rio geen medailles toegevoegd.

## Deelnemers en resultaten
(m) = mannen, (v) = vrouwen 

### Atletiek
| Olympiër (deelname) | Onderdeel             | Resultaat | Prestatie                                                    |
| ------------------- | --------------------- | --------- | ------------------------------------------------------------ |
| Víctor Aravena      | marathon (m)          | 42e       | 2:17.49                                                      |
| Daniel Estrada      | marathon (m)          | 98e       | 2:25.33                                                      |
| Enzo Yáñez          | marathon (m)          | 108e      | 2:27.47                                                      |
| Yerko Araya         | 20km snelwandelen (m) | 25e       | 1:22.23                                                      |
| Edward Araya        | 50km snelwandelen (m) | DSQ       | gediskwalificeerd                                            |
|                     |                       |           |                                                              |
| Isidora Jiménez     | 200m (v)              | 41e       | serie 3: 5de in 23,29                                        |
| Érika Olivera VO    | marathon (v)          | 105e      | 2:50.29                                                      |
| Natalia Romero      | marathon (v)          | 123e      | 3:01.29                                                      |
| Natalia Ducó        | kogelstoten (v)       | 10e       | kwalificatie groep A: 5de met 18,18m finale: 10de met 18,07m |
| Karen Gallardo      | discuswerpen (v)      | 18e       | kwalificatie groep B: 8ste met 57,81m                        |

### Boogschieten
| Olympiër     | Onderdeel       | Resultaat | Prestatie |
| ------------ | --------------- | --------- | --- |
| Ricardo Soto | individueel (m) | 9e        | plaatsingsronde: 13de met 675 punten 1ste ronde: W van BLR Prylepau: 6-5 2de ronde: W van BRA Oliveira: 7-1 3de ronde: V van NED Van den Berg: 4-6 |

### Gewichtheffen
| Olympiër (deelname)   | Onderdeel | Resultaat | Prestatie                                                    |
| --------------------- | --------- | --------- | ------------------------------------------------------------ |
| Julio Acosta          | –62kg (m) | 11e       | trekken: 10de met 120kg stoten: 11de met 146kg totaal: 266kg |
|                       |           |           |                                                              |
| María Fernanda Valdés | –75kg (v) | 7e        | trekken: 6de met 107kg stoten: 6de met 135kg totaal: 242kg   |

### Golf
| Olympiër       | Onderdeel | Resultaat | Prestatie  |
| -------------- | --------- | --------- | ---------- |
| Felipe Aguilar | mannen    | 39e       | 285 punten |

### Gymnastiek
| Olympiër (deelname) | Onderdeel                | Resultaat | Prestatie                                                          |
| ------------------- | ------------------------ | --------- | ------------------------------------------------------------------ |
| Tomás González      | vloer (m)                | 14e       | kwalificatie: 14de met 15,066 punten                               |
| Tomás González      | sprong (m)               | 7e        | kwalificatie: 8ste met 15,149 punten finale: 7de met 15,137 punten |
|                     |                          |           |                                                                    |
| Simona Castro       | meerkamp individueel (v) | 52e       | kwalificatie: 52ste met 51,399 punten                              |

### Judo
| Olympiër       | Onderdeel | Resultaat | Prestatie                                                               |
| -------------- | --------- | --------- | ----------------------------------------------------------------------- |
| Thomas Briceño | –90kg (m) | 17e       | 1ste ronde: W van JOR Khalaf: waza-ari 2de ronde: V van KOR Gwak: ippon |

### Paardensport
| Olympiër     | Onderdeel   | Resultaat | Prestatie |
| Eventing     | Eventing    | Eventing  | Eventing |
| ------------ | ----------- | --------- | --- |
| Carlos Lobos | individueel | 29e       | dressuur: 40ste met 49,30 strafpunten cross-country: 31ste met 42,80 strafpunten springconcours: 17de met 4 strafpunten totaal: 96,10 strafpunten |

### Roeien
| Olympiër                          | Onderdeel              | Resultaat | Prestatie |
| --------------------------------- | ---------------------- | --------- | --- |
| Felipe Cárdenas Bernardo Guerrero | lichte dubbel-twee (m) | 17e       | serie 2: 3de in 6.38,95 herkansingen: 4de in 7.11,38 halve finale C/D: 3de in 7.24,71 finale C: 5de in 6.47,67 |
|                                   |                        |           | |
| Melita Abraham Josefa Veliz       | lichte dubbel-twee (v) | 17e       | serie 4: 4de in 7.20,63 herkansingen: 4de in 8.11,97 halve finale C/D: 3de in 8.20,26 finale C: 5de in 7.46,99 |

### Schietsport
| Olympiër (deelname) | Onderdeel | Resultaat | Prestatie                                   |
| ------------------- | --------- | --------- | ------------------------------------------- |
| Francisca Crovetto  | skeet (v) | 19e       | kwalificatie: 19de met 62 punten (21-22-19) |

### Taekwondo
| Olympiër        | Onderdeel | Resultaat | Prestatie                           |
| --------------- | --------- | --------- | ----------------------------------- |
| Ignacio Morales | –68kg (m) | 9e        | 1ste ronde: V van TUR Tazegül: 1-14 |

### Tennis
| Olympiër                     | Onderdeel      | Resultaat | Prestatie                                    |
| ---------------------------- | -------------- | --------- | -------------------------------------------- |
| Julio Peralta Hans Podlipnik | dubbelspel (m) | 17e       | 1ste ronde: V van USA Johnson/Sock: 2-6, 2-6 |

### Triatlon
| Olympiër (deelname) | Onderdeel | Resultaat | Prestatie |
| ------------------- | --------- | --------- | --------- |
| Bárbara Riveros VS  | vrouwen   | 5e        | 1:57.29   |

### Volleybal
| Olympiër                      | Onderdeel | Resultaat | Prestatie |
| ----------------------------- | --------- | --------- | --- |
| Esteban Grimalt Marco Grimalt | beach (m) | 17e       | groep E: 4de V van NED Nummerdor / Varenhorst: 0-2 (16-21, 13-21) V van RUS Krasilnikov / Semjonov: 0-2 (17-21, 14-21) V van POL Fijałek / Prudel: 1-2 (13-21, 21-19, 9-15) |

### Wielersport
| Olympiër (deelname) | Onderdeel        | Resultaat | Prestatie      |
| ------------------- | ---------------- | --------- | -------------- |
| José Luis Rodríguez | wegwedstrijd (m) | DNF       | niet gefinisht |
|                     |                  |           |                |
| Paola Muñoz         | wegwedstrijd (v) | DNF       | niet gefinisht |

### Zeilen
| Olympiër (deelname)              | Onderdeel  | Resultaat | Prestatie                                         |
| -------------------------------- | ---------- | --------- | ------------------------------------------------- |
| Matías del Solar                 | laser (m)  | 30e       | 228 punten: (22-35-22-32-35-24-34-33-24-12)       |
| Andrés Ducasse Francisco Ducasse | 470 (m)    | 24e       | 172 punten: (24-22-24-20-18-4-23-25-23-14)        |
| Benjamín Grez Cristóbal Grez     | 49er (m)   | 20e       | 171 punten: (12-18-15-19-18-21-7-20-21-14-12-15)  |
|                                  |            |           |                                                   |
| Nadja Horwitz Sofía Middleton    | 470 (v)    | 11e       | 100 punten: (9-11-18-16-10-2-10-11-16-15)         |
| Arantza Gumucio Begoña Gumucio   | 49erFX (v) | 18e       | 168 punten: (16-14-18-14-15-19-12-14-17-17-15-16) |

### Zwemmen
| Olympiër (deelname) | Onderdeel            | Resultaat | Prestatie                |
| ------------------- | -------------------- | --------- | ------------------------ |
| Felipe Tapia        | 1500m vrije slag (m) | 45e       | serie 1: 6de in 16.02,44 |
|                     |                      |           |                          |
| Kristel Köbrich     | 400m vrije slag (v)  | 24e       | serie 1: 4de in 4.16,07  |
| Kristel Köbrich     | 800m vrije slag (v)  | 17e       | serie 2: 5de in 8.34,34  |

Afghanistan · Albanië · Algerije · Amerikaanse Maagdeneilanden · Amerikaans-Samoa · Andorra · Angola · Antigua en Barbuda · Argentinië · Armenië · Aruba · Australië · Azerbeidzjan · Bahama's · Bahrein · Bangladesh · Barbados · België · Belize · Benin · Bermuda · Bhutan · Bolivia · Bosnië en Herzegovina · Botswana · Brazilië · Britse Maagdeneilanden · Brunei · Bulgarije · Burkina Faso · Burundi · Cambodja · Canada · Centraal-Afrikaanse Republiek · Chili · China · Chinees Taipei · Colombia · Comoren · Congo-Brazzaville · Congo-Kinshasa · Cookeilanden · Costa Rica · Cuba · Cyprus · Denemarken · Djibouti · Dominica · Dominicaanse Republiek · Duitsland · Ecuador · Egypte · El Salvador · Equatoriaal-Guinea · Eritrea · Estland · Ethiopië · Fiji · Filipijnen · Finland · Frankrijk · Gabon · Gambia · Georgië · Ghana · Grenada · Griekenland · Groot-Brittannië · Guam · Guatemala · Guinee · Guinee‑Bissau · Guyana · Haïti · Honduras · Hongarije · Hongkong · Ierland · IJsland · India · Indonesië · Irak · Iran · Israël · Italië · Ivoorkust · Jamaica · Japan · Jemen · Jordanië · Kaaimaneilanden · Kaapverdië · Kameroen · Kazachstan · Kenia · Kirgizië · Kiribati · Kosovo · Kroatië · Laos · Lesotho · Letland · Libanon · Liberia · Libië · Liechtenstein · Litouwen · Luxemburg · Macedonië · Madagaskar · Malawi · Malediven · Maleisië · Mali · Malta · Marshalleilanden · Marokko · Mauritanië · Mauritius · Mexico · Micronesië · Moldavië · Monaco · Mongolië · Montenegro · Mozambique · Myanmar · Namibië · Nauru · Nederland · Nepal · Nicaragua · Nieuw-Zeeland · Niger · Nigeria · Noord-Korea · Noorwegen · Oeganda · Oekraïne · Oezbekistan · Oman · Oostenrijk · Oost-Timor · Pakistan · Palau · Palestina · Panama · Papoea-Nieuw-Guinea · Paraguay · Peru · Polen · Portugal · Puerto Rico · Qatar · Roemenië · Rusland · Rwanda · Saint Kitts en Nevis · Saint Lucia · Saint Vincent en Grenadines · Salomonseilanden · Samoa · San Marino · Sao Tomé en Principe · Saoedi-Arabië · Senegal · Servië · Seychellen · Sierra Leone · Singapore · Slovenië · Slowakije · Soedan · Somalië · Spanje · Sri Lanka · Suriname · Swaziland · Syrië · Tadzjikistan · Tanzania · Thailand · Togo · Tonga · Trinidad en Tobago · Tsjaad · Tsjechië · Tunesië · Turkije · Turkmenistan · Tuvalu · Uruguay · Vanuatu · Venezuela · Verenigde Arabische Emiraten · Verenigde Staten · Vietnam · Wit-Rusland · Zambia · Zimbabwe · Zuid-Afrika · Zuid-Korea · Zuid-Soedan · Zweden · Zwitserland
Individuele Olympische Atleten · Olympisch vluchtelingenteam